# بركة الماس الكبيرة
بركة الماسة الكبيرة، هي بحيرة صغيرة تقع جنوب غرب في موس الكبير في مقاطعة هيركيمير، نيويورك. يستنزف جنوبا عبر خور غير مسمى يتدفق نهر موس فرع الشمال.